# William Seston
William Seston, né à Lasalle (Gard) le 2 juin 1900 et mort à Mazamet (Tarn) le 2 octobre 1983, est un historien et épigraphiste français spécialiste de l'histoire de l'Empire romain. Il fut professeur à la Sorbonne et membre de l'Académie des inscriptions et belles-lettres.

## Biographie
Fils de pasteur protestant, William Seston est élève de l’École normale supérieure où il est formé par Jérôme Carcopino. Agrégé d'histoire et de géographie, il devient membre de l'École française de Rome en 1926. En 1927 il participe aux fouilles du camp de Rapidum, à Djouab dans l'ancienne Numidie dans l'actuelle Algérie. Après avoir enseigné au lycée de Nîmes puis à Marseille, il obtient un poste à l'université de Strasbourg en 1929. En 1935 il est nommé à l'université de Bordeaux, où il dirige la Revue des études anciennes. Nommé à Montpellier (1941) puis à  Toulouse (1942), il prend la tête de la circonscription des antiquités historiques alors nouvellement créée. Puis il entre à la Sorbonne en 1944 avant d'y obtenir en 1949 la chaire d'histoire romaine, et de finir directeur du Centre de recherche d'histoire de l'Antiquité. Lors de son départ en 1969 son poste est repris par André Chastagnol. En 1970 il devient membre de l'Académie des inscriptions et belles-lettres. 
Sa thèse sur Dioclétien et la Tétrarchie a profondément marqué l'historiographie du Bas-Empire. Historien fortement attentif au droit, il a apporté des contributions importantes à l'étude de la citoyenneté romaine, en particulier par la publication de la Tabula Banasitana.
Ses collègues, amis et élèves lui ont offert en 1974 un volume de Mélanges.

## Publications (sélection)

### Ouvrages
- Dioclétien et la tétrarchie, 1946, thèse
- Scripta Varia. Mélanges d'histoire romaine, de droit, d'épigraphie et d'histoire du christianisme, Publication de l'École française de Rome, Rome, 1980 Lire en ligne

### Articles
- « L'empereur Claude et les chrétiens », Revue d'histoire et de philosophie religieuse, 11, 1931, p. 40-73.
- « La libération des légionnaires romains d'après un papyrus récemment publié », CRAI, 76-3, 1932, p. 311-313.
- « Remarques sur le rôle de la pensée d'Origène dans les origines du monachisme », Revue d'histoire et de philosophie religieuse, 13, 1933, p. 197-213.
- Le monastère d'Aïn-Tamda et les origines de l'architecture monastique en Afrique du Nord, MEFR, 51-1, 1934, p. 79-113 = Extrait des Mélanges de l'École française de Rome, De Boccard, Paris, 1934, 34 p.
- « Achilleus et la révolte de l'Égypte sous Dioclétien, d'après les papyrus et l'Histoire Auguste », MEFR, 55-1, 1938, p. 184-200 désormais dans Scripta Varia, Rome, 1980, p. 423-439.
- « Le Roi sassanide Narsès, les Arabes et le manichéisme », Mélanges syriens offerts à R. Dussaud, 1939, p. 227-234 désormais dans Scripta Varia, Rome, 1980, p. 561-568 Lire en ligne.
- « Hypothèse sur la date de la basilique constantinieme de Saint-Pierre de Rome », Cahiers d'archéologie, 2, 1946, p. 153-159.
- en collaboration avec Ch. Perrat, « La basilique funéraire païenne de Saint-Irénée de Lyon », Revue des Études Anciennes, 49, 1947, p. 139-159.
- « La table de Bronze de Magliano et la réforme électorale d'Auguste », CRAI, 1950, p. 105-111 (désormais dans Scripta Varia, Rome, 1980, p. 133-140 Lire en ligne.
- « Le Clipeus virtutis d'Arles et la composition des Res Gestae Divi Augusti », CRAI, 98-3, 1954, p. 286-297 désormais dans Scripta Varia, Rome, 1980, p. 121-132.
- avec Maurice Euzennat, « La citoyenneté romaine au temps de Marc Aurèle et de Commode, d'après la Tabula Banasitana », CRAI, 105-2, 1961, p. 317-324. Lire en ligne.
- « Remarques sur les institutions politiques et sociales de Carthage, d'après une inscription latine de Thugga », CRAI, 111-2, 1967, p. 218-223.
- « La Citoyenne romaine », XIIIe Congrès International des sciences historiques, (Moscou, 16-23 octobre 1970), Moscou, 1973, p. 31-52 désormais dans Scripta Varia, Rome, 1980, p. 3-18 Lire en ligne.
- avec Maurice Euzennat, « Un dossier de la chancellerie romaine : La Tabula Banasitana. Étude de diplomatique », 115-3, 1971, CRAI, p. 468-490. Lire en ligne.
- « Le droit au service de l'impérialisme romain », CRAI, 1976, p. 637-647.
- « La lex Julia de 90 av. J.-C. et l'intégration des Italiens dans la citoyenneté romaine », CRAI, 1978, p. 529-542.

### Cours publiés
- Les institutions et la vie politique à Rome sous les Flaviens et les Antonins, U.N.E.F., Paris, 1965, 3 fascicules : 46 p., 35 p., 58 p.
- Le monde romain au 3e siècle : cours de M. Seston 1964-1965, U.N.E.F., Paris, sans date, 3 fascicules : 30 p., 54 p., 19 p.

### Direction d'ouvrages
- Fernand Chapouthier, William Seston, Pierre Boyancé éd., Mélanges d'études anciennes offerts à Georges Radet, directeur de la Revue des études anciennes,/ par les collaborateurs de la revue, 1940.
- J. Heurgon, G. Picard, W. Seston, Mélanges d'archéologie, d'épigraphie et d'histoire offerts à Jérome Carcopino,1966.